# Europees kampioenschap waterpolo vrouwen 1999
Het 8ste Europees kampioenschap waterpolo voor vrouwen vond plaats van 4 september tot 10 september 1999 in Prato, Italië. Acht landenteams namen deel aan het toernooi.

## Voorronde

### Groep A
| Datum       | Land      | Land      | Uitslag |
| ----------- | --------- | --------- | ------- |
| 4 september | Duitsland | Spanje    | 6-7     |
| 4 september | Rusland   | Hongarije | 10-11   |
| 5 september | Rusland   | Spanje    | 16-7    |
| 5 september | Hongarije | Duitsland | 16-10   |
| 6 september | Duitsland | Rusland   | 4-8     |
| 6 september | Spanje    | Hongarije | 4-10    |

| Groep A |           |             |             |             |             |            |            |            |        |
| #       | Land      | Wedstrijden | Wedstrijden | Wedstrijden | Wedstrijden | Doelpunten | Doelpunten | Doelpunten | Punten |
| #       | Land      | G           | W           | G           | V           | V          | T          | Saldo      | Punten |
| 1       | Hongarije | 3           | 3           | 0           | 0           | 37         | 24         | 13         | 6      |
| 2       | Rusland   | 3           | 2           | 0           | 1           | 34         | 22         | 12         | 4      |
| 3       | Spanje    | 3           | 1           | 0           | 2           | 18         | 32         | -14        | 2      |
| 4       | Duitsland | 3           | 0           | 0           | 3           | 20         | 31         | -11        | 0      |

### Groep B
| Datum       | Land        | Land        | Uitslag |
| ----------- | ----------- | ----------- | ------- |
| 4 september | Griekenland | Frankrijk   | 13-5    |
| 4 september | Nederland   | Italië      | 6-6     |
| 5 september | Italië      | Frankrijk   | 19-3    |
| 5 september | Nederland   | Griekenland | 10-5    |
| 6 september | Frankrijk   | Nederland   | 3-27    |
| 6 september | Griekenland | Italië      | 5-7     |

| Groep A |             |             |             |             |             |            |            |            |        |
| #       | Land        | Wedstrijden | Wedstrijden | Wedstrijden | Wedstrijden | Doelpunten | Doelpunten | Doelpunten | Punten |
| #       | Land        | G           | W           | G           | V           | V          | T          | Saldo      | Punten |
| 1       | Nederland   | 3           | 2           | 1           | 0           | 43         | 14         | 29         | 7      |
| 2       | Italië      | 3           | 2           | 1           | 0           | 32         | 14         | 18         | 7      |
| 3       | Griekenland | 3           | 1           | 0           | 2           | 23         | 22         | 1          | 3      |
| 4       | Frankrijk   | 3           | 0           | 0           | 3           | 11         | 59         | -48        | 0      |

## Kwartfinales
| Datum       | Land    | Land        | Uitslag |
| ----------- | ------- | ----------- | ------- |
| 8 september | Italië  | Spanje      | 8-2     |
| 8 september | Rusland | Griekenland | 6-3     |

## Halve finales
| Datum       | Land      | Land    | Uitslag |
| ----------- | --------- | ------- | ------- |
| 9 september | Nederland | Rusland | 8-7     |
| 9 september | Hongarije | Italië  | 5-6     |

## Plaatsingsronde

### 7e/8e plaats
| Datum       | Land      | Land      | Uitslag |
| ----------- | --------- | --------- | ------- |
| 8 september | Duitsland | Frankrijk | 12-6    |

### 5e/6e plaats
| Datum       | Land   | Land        | Uitslag |
| ----------- | ------ | ----------- | ------- |
| 9 september | Spanje | Griekenland | 4-10    |

## Troostfinale
| Datum        | Land      | Land    | Uitslag |
| ------------ | --------- | ------- | ------- |
| 10 september | Hongarije | Rusland | 5-7     |

## Finale
| Datum        | Land      | Land   | Uitslag | Periode                   |
| ------------ | --------- | ------ | ------- | ------------------------- |
| 10 september | Nederland | Italië | 9-10    | (1-3,3-2,2-1,2-2,0-1,1-1) |

## Eindrangschikking
| Goud   | Italië      |
| Zilver | Nederland   |
| Brons  | Rusland     |
| 4      | Hongarije   |
| 5      | Griekenland |
| 6      | Spanje      |
| 7      | Duitsland   |
| 8      | Frankrijk   |

| Europees kampioen 1999 · Italië · 3e titel Selectie: Carmela Allucci, Alexandra Araujo, Tatiana Baianova, Silvia Bosurgi, Cristina Consoli, Francesca Conti, Tania di Mario, Melania Grego, Giusi Malato, Martina Miceli, Silvia Moriconi, Maddalena Musumeci, Martina Schiavon, Gabriella Sciolti en Monica Vaillant. · Bondscoach: Pierluigi Formiconi. |

Europees kampioenschap waterpolo mannen

1926 · 
1927 · 
1931 · 
1934 · 
1938 · 
1947 · 
1950 · 
1954 · 
1958 · 
1962 · 
1966 · 
1970 · 
1974 · 
1977 · 
1981 · 
1983 · 
1985 · 
1987 · 
1989 · 
1991 · 
1993 · 
1995 · 
1997 · 
1999 · 
2001 · 
2003 · 
2006 · 
2008 · 
2010 · 
2012 · 
2014 · 
2016 · 
2018 · 
2020 · 
2022 · 
2024
Europees kampioenschap waterpolo vrouwen

1985 · 
1987 · 
1989 · 
1991 · 
1993 · 
1995 · 
1997 · 
1999 · 
2001 · 
2003 · 
2006 · 
2008 · 
2010 · 
2012 · 
2014 · 
2016 · 
2018 · 
2020 · 
2022 · 
2024